# LKS Rogowo
LKS Rogowo – polski zespół hokeja na trawie występujący w Superlidze w sezonie 2022/2023. Siedziba klubu znajduje się w Rogowie.
Sekcja hokeja na trawie w LKS-ie Rogowo (początkowo funkcjonującym pod nazwą Wiejski Klub Sportowy Rogowo) powstała w 1950 roku. Klub w najwyższej klasie rozgrywkowej spędził w sumie kilkadziesiąt sezonów. Czterokrotnie zdobywał medale seniorskich mistrzostw Polski – w 1982 i 1983 zdobywając wicemistrzostwo kraju, a w 1979 i 1981 brązowe medale tych rozgrywek. W 1982 roku LKS Rogowo wywalczyło ponadto Puchar Polski. Klub zdobywał także medale w mistrzostwach Polski w kategoriach juniorskich.
LKS Rogowo wychowało co najmniej kilkunastu reprezentantów Polski, w tym 5 olimpijczyków (Włodzimierz Stanisławski, Zbigniew Rachwalski, Andrzej Mikina, Zbigniew Juszczak wśród mężczyzn oraz Danuta Stanisławska-Dembna wśród kobiet), a także 2 zawodników, którzy pojechali na igrzyska olimpijskie w roli rezerwowych (Zbigniew Lachowicz i Wiesław Stanisławski).
W 2016 roku seniorki wywalczyły po raz pierwszy w historii brązowy medal Mistrzostw Polski. Sukces ten powtórzyły w 2020 roku.